# Herb grodu San Marino
Herb grodu San Marino (Castello di San Marino Città) – herb który przedstawia na tarczy kroju francuskiego w polu błękitnym trzy złote blankowane wieże zwieńczone białymi piórami. U podstawy skośny blankowany srebrny mur z napisem Libertas czarnymi literami.
Jest to modyfikacja herbu Republiki San Marino, która akcentuje znaczenie stolicy państwa i siedziby głównych magistratur. Herb w obecnej wersji przyjęty został (wraz z flagą) 28 marca 1997 roku.